# Alile Sharon Larkin
Pour les articles homonymes, voir Larkin.
Alile Sharon Larkin née le 6 mai 1953 est une productrice, scénariste et réalisatrice africaine-américaine. Elle est associée à la L.A. Rebellion également connue sous le nom de Los Angeles School of Black Filmmakers.

## Formation
Alile Sharon Larkin est née à Chicago le 6 mai 1953. Elle obtient un bachelor of arts en sciences humaines, dans la section écriture créative à l'Université de Californie du Sud, en 1975. Alile Sharon Larkin est ensuite inscrite au programme Ethno-Communications à l'UCLA, jusqu'à sa dissolution. Elle poursuit ses études à l'école de cinéma de l' UCLA dans le programme de cinéma / télévision, obtenant un Master of Fine Arts en 1982. En 1991, Alile Sharon Larkin est diplômée d'un master en science de l'éducation de la l'université d'état de Californie de Los Angeles et devient institutrice pendant 25 ans. Elle réalise dans le cadre de sa mission de nombreuses vidéos pour les enfants. Elle fait partie de la deuxième génération des cinéastes noirs révolutionnaires, avec Julie Dash et Bill Woodbury ,,. En 1982, elle fonde avec Melvonna Ballenger, Julie Dash et Stormé (Bright) Sweet, le Black Filmmakers Collective dans le cadre du mouvement du cinéma noir indépendant.

## Carrière
À l'UCLA, Alile Sharon Larkin Larkin réalise deux courts métrages de 16 mm. Son premier film The Kitchen (1975), raconte l'histoire de la dépression mentale d'une femme noire. Elle compare sa vie dans un service psychiatrique à celle d'une personne en prison, en examinant les oppressions et les discriminations auxquelles elle est confrontée et qui sont à l'origine de ses troubles. Son film suivant, Your Children Come Back to You en 1979, explore la question de l'assimilation des Afro-Américains dans une communauté plus large. Le film aborde les problèmes d'inégalités économiques et sociales, les présentant du point de vue d'un enfant. Your Children Come Back to You est suivi du film pour lequel elle est récompensée, A different image, qu'elle termine en 1982. Ce film explore les complexités d'une relation platonique entre une jeune femme libre d'esprit et son meilleur ami.
Une rétrospective de ses œuvres, dont un documentaire sur la réalisation de A different image, a lieu en décembre 2011, dans le cadre de la manifestation L.A. Rebellion: Creating a New Black Cinema.
Après avoir obtenu son diplôme de l'UCLA, Alile Sharon Larkin produit une série de projets, y compris d'histoire pour enfants, Dredlocks and the Three Bears (1991), qui est une interprétation animée ludique et à la fois politique de l'histoire de Goldilocks avec une protagoniste noire. Son projet suivant est un DVD de musique pour enfants intitulé Tie Dye.
Alile Sharon Larkin a également publié des ouvrages. Son article Black Women Filmmakers Defining Ourselves: Feminism in Our Own Voice est publié en 1988 dans E. Deidre Pribram's Female Spectators: Looking at film and television. Il fait partie d'une série de 13 livres intitulée Questions for Féminisme,. Son scénario pour A Different Image (1982) est publié en 1991 dans un livre d'œuvres rassemblant six cinéastes indépendants, appelé Screenplays of the African American Experience,.
La réalisatrice Zeinabu Irene Davis en fait son portrait ainsi que d'autres cinéastes de L.A. Rebellion, dans le documentaire intitulé Spirits of Rebellion: Black Cinema at UCLA.

## Style cinématographique et influence
Alile Sharon Larkin utilise souvent un style narratif non linéaire dans ses films. Elle est considérée comme une cinéaste qui a contribué aux progrès des femmes noires dans la lutte pour leur représentation. Elle est également considérée comme l'une des cinéastes indépendantes africaines-américaines les plus influentes pour le développement d'un langage cinématographique qui exprime respectueusement la particularité culturelle et la pensée noire.

## Filmographie
| Année | Titre                                  | Rôles                                           | Distribution      | Séances                                               |
| ----- | -------------------------------------- | ----------------------------------------------- | ----------------- | ----------------------------------------------------- |
| 1975  | The Kitchen                            | réalisatrice, scénariste, productrice, monteuse |                   |                                                       |
| 1979  | Your Children Come Back to You         | réalisatrice, scénariste, productrice, monteuse | Women Make Movies | 2011: LA Rebellion: Création d'un nouveau cinéma noir |
| 1982  | Une image différente                   | réalisatrice                                    | Women Make Movies | L.A. Rebellion : Creating a New Black Cinema          |
| 1984  | My Dream is to Marry an African Prince | productrice                                     |                   |                                                       |
| 1986  | What Color is God?                     | productrice                                     |                   |                                                       |
| 1987  | Miss Fluci Moses                       | réalisatrice                                    |                   |                                                       |
| 1991  | Dreadlocks and the Three Bears         | réalisatrice, scénariste, productrice           |                   | 2011: LA Rebellion : Creating a New Black Cinema      |
| 1998  | Mz Medusa                              | réalisatrice                                    |                   |                                                       |
| 2000  | The Blessing Way                       | Casting                                         |                   |                                                       |

## Prix et distinctions
- 1982: 1er prix de la Black American Cinema Society pour A Different Image [3]
- Meilleure production, Black Filmmaker Foundation pour A Different Image[20]
- Prix Video in the Classroom Awards (VIC) de KLCS-TV[3]